# Uwe Fischer (Kanute)
Uwe Fischer (* 4. Dezember 1967) ist ein deutscher Kanute. 
Fischer gehörte zu den Pionieren des damals noch als Kanu-Rodeo bezeichneten Playboatings in Europa. Er wurde im Jahr 1995 Weltmeister im Kanu-Freestyle im Einer-Canadier (C1) und gewann 1998 auch den Europameistertitel. Bei der WM 1999 belegte er den zwölften Platz.
Heute arbeitet er als Fotograf.
| Personendaten    | Personendaten    |
| ---------------- | ---------------- |
| NAME             | Fischer, Uwe     |
| KURZBESCHREIBUNG | deutscher Kanute |
| GEBURTSDATUM     | 4. Dezember 1967 |